# Munții Metaliferi (sit SPA)
Munții Metaliferi este o arie protejată (arie de protecție specială avifaunistică — SPA) din România întinsă pe o suprafață de 26.673,4 ha, integral pe uscat.

## Localizare
Situl se întinde pe teritoriile administrative ale județelor Alba (Almașu Mare, Avram Iancu, Ceru-Băcăinți, Ciuruleasa, Vidra) și Hunedoara (Baia de Criș, Balșa, Băița, Blăjeni, Buceș, Bucureșci, Bulzeștii de Sus, Certeju de Sus, Geoagiu, Rapoltu Mare, Ribița). Centrul sitului Munții Metaliferi este situat la coordonatele 0°00′00″N 23°03′47″E / 46,022703°N 23.063183°E.

## Înființare
Situl Munții Metaliferi a fost declarat arie de protecție specială avifaunistică (ROSPA0132) în octombrie 2011 pentru a proteja mai multe specii avifaunistice. Acesta se suprapune cu ariile protejate Cheile Glodului, Cibului și Măzii, Cornu Nedeii - Ciungii Bălăsinii, Măgurile Băiței, Muntele Vulcan, Cheile Glodului, Cheile Cibului, Peștera Cizmei, Măgurile Săcărâmbului, Podul natural de la Grohot, Calcarele din Dealul Măgura, Cheile Madei și Cheile Ribicioarei și Uibăreștilor.

## Biodiversitate
Situată în ecoregiunea alpină a Munților Metaliferi, aria protejată nu include niciun habitat protejat.
La baza desemnării sitului se află 15 specii de păsări ocrotite la nivel european sau aflate pe lista roșie a IUCN; astfel: acvilă de munte (Aquila chrysaetos), bufniță (Bubo bubo), caprimulg (Caprimulgus europaeus), șerpar (Circaetus gallicus), ciocănitoare cu spatele alb (Dendrocopos leucotos), ciocănitoare pestriță mijlocie (Dendrocopos medius), ciocănitoare neagră (Dryocopus martius), șoim călător (Falco peregrinus), muscar gulerat (Ficedula albicollis), muscar mic (Ficedula parva), sfrâncioc roșiatic (Lanius collurio), ciocârlie de pădure (Lullula arborea), gaie neagră (Milvus migrans), viespar (Pernis apivorus) și ciocănitoare verzuie (Picus canus).